# Elisabet Borsiin Bonnier
Gudrun Elisabet Borsiin Bonnier, född 12 februari 1950 i Landskrona församling i dåvarande Malmöhus län, död 21 juli 2024, var en svensk diplomat. 
Elisabet Borsiin var dotter till kyrkoherden i Staffanstorp Sven Borsiin och Tora, ogift Andersdotter.
Hon var Sveriges ständiga representation vid de internationella organisationerna i Genève 2003–2007, ambassadör i Tallinn 1998–2003, ambassadör i Tel Aviv 2007–2010 och Stockholmsbaserad ambassadör till Dublin 2010–2014. Dessförinnan tjänstgjorde hon i London, Peking och Wien.
Borsiin Bonnier fick stor medial uppmärksamhet 2009 efter att hon kritiserat en artikel av Donald Boström som publicerats i Aftonbladet. Boström återgav i artikeln palestinska anklagelser om att israelisk militär varit inblandad i illegal handel med organ som tagits från döda palestinier. Borsiin Bonnier gav sitt stöd till israeliska regeringen i deras kritik och uttryckte att publiceringen var "lika chockerande och motbjudande för oss svenskar som den är för israeliska medborgare. Vi delar den bedrövelse som den israeliska regeringen, medier och den israeliska allmänheten uttryckt". Utrikesdepartementet tog senare avstånd från hennes uttalande med kommentaren att det är "fel att recensera innehållet i en artikel från pressen".
Elisabet Borsiin Bonnier var 1973–1993 gift med filosofie kandidat Mikael Bonnier (född 1945), son till förläggaren Tor Bonnier och författaren Jytte Bonnier.